# سالم باريان
سالم خالد باريان مواليد 10 فبراير 2002، هو لاعب كرة قدم سعودي يلعب حالياً في نادي الزلفي كظهير أيمن.

## مسيرة اللاعب
لعب مع نادي الإتحاد في الفئات السنية و بعدها لعب مع نادي جدة ونادي الزلفي.